# Cantó d'Orlhac-4
El cantó d'Orlhac-4 és un cantó francès del departament del Cantal, situat al districte d'Orlhac. Té 9 municipis i part del municipi d'Orlhac.

## Municipis
- Orlhac
- Jòu de Mamon
- Laroquevieille
- Lascelle
- Mandailles-Saint-Julien
- Marmanhac
- Saint-Cirgues-de-Jordanne
- Sant Simon
- Velzic
- Yolet

## Història
| Data d'elecció                           | Identitat           | Partit        | Qualitat |
| ---------------------------------------- | ------------------- | ------------- | -------- |
| 19..-1994                                | Jean-Philippe Maurs | CNI           |          |
| 1994-2008                                | Jacques Mézard      | PRG           |          |
| 2008-2010                                | Philippe Maurs      | Divers droite |          |
| 2010-                                    | Philippe Fabre      | Divers droite |          |
| les dades anteriors no són pas conegudes |                     |               |          |
|                                          |                     |               |          |

## Demografia
| 1962 | 1968 | 1975 | 1982 | 1990 | 1999   | 2007   |
| ---- | ---- | ---- | ---- | ---- | ------ | ------ |
| -    | -    | -    | -    | -    | 10.620 | 10.711 |